# 적성 김씨
적성 김씨(積城金氏)는 경기도 파주시 적성면을 본관으로 하는 한국의 성씨이다.
시조 김상환은 조선에서 식년문과에 병과로 급제해 감찰을 지냈다.

## 참고 자료
- “적성김씨(積城金氏)”. 뿌리를 찾아서.[깨진 링크(과거 내용 찾기)]